# Référendum constitutionnel slovaque de 2023
Le référendum constitutionnel slovaque de 2023 a lieu le 21 janvier 2023 afin de permettre à la population de se prononcer sur une initiative populaire portée par l'opposition visant à faire modifier la Constitution de 1993 afin que des élections anticipées puissent être convoquées sur demande du Conseil national ou de la population, via un référendum. 
Pour être validée, la question posée doit réunir les votes favorables de la majorité absolue des suffrages exprimés, et le taux de participation franchir le quorum de 50 % des inscrits sur les listes électorales.
Boycottée par ses opposants, la proposition est approuvée à une large majorité des votants, mais échoue faute d'atteindre le quorum, seuls un peu plus de 27 % des électeurs s'étant rendus aux urnes. Quatre jours plus tard, le Parlement amende cependant la Constitution afin de permettre pour la première fois au Conseil national de voter lui-même sa dissolution, sans toutefois instaurer de possibilité de référendum en ce sens, et à une majorité plus élevée que celle prévue par l'initiative populaire.

## Contexte

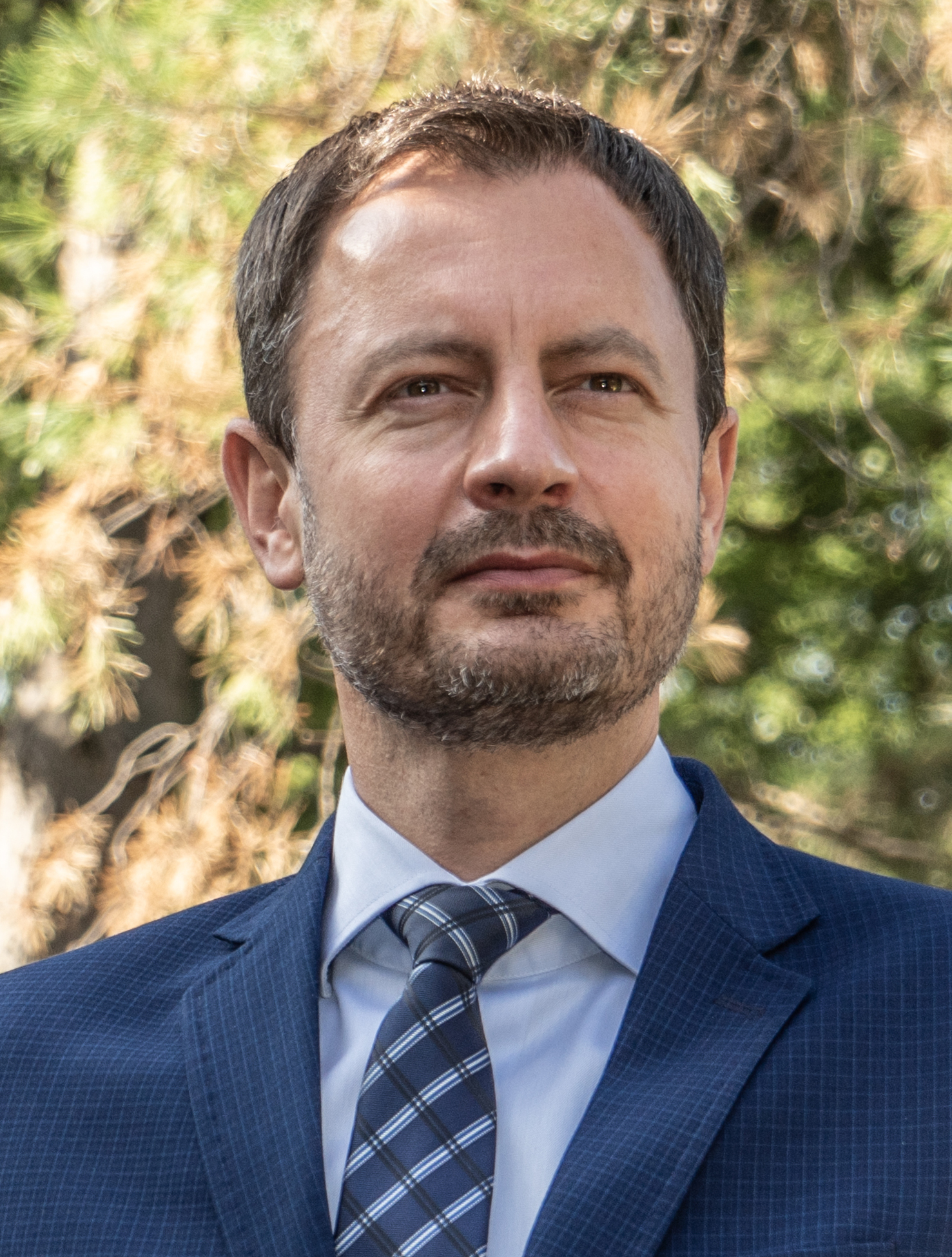
Le président du gouvernement Eduard Heger.

Le référendum intervient dans le contexte de tentatives répétées de l'opposition menée par le parti SMER – social-démocratie de provoquer des élections anticipées. Au pouvoir de 2012 à 2020, seul ou en coalition, le SMER se retrouve dans l'opposition à l’occasion des élections législatives de février 2020, qui conduisent à une alternance. L'alliance menée par le parti conservateur et anti-corruption Les Gens ordinaires et personnalités indépendantes (OĽaNO) arrive en tête du scrutin avec des résultats en nette hausse, à la suite d'un élan populaire provoqué par l'assassinat en 2018 du journaliste Ján Kuciak et sa compagne Martina Kušnírová ayant mis en lumière les liens du SMER avec la mafia calabraise,,. 
Le dirigeant d'OĽaNO, Igor Matovič, est choisi pour remplacer le dirigeant du SMER, Peter Pellegrini, comme président du gouvernement à la tête d'une nouvelle coalition quadripartite. Cette dernière rassemble OĽaNO, Nous sommes une famille (Sme Rodina), Liberté et solidarité (SaS) et Pour le peuple (ZL).
L'achat par Igor Matovič de doses du vaccin russe Sputnik V en pleine pandémie de Covid-19, sans avoir obtenu l'aval de ses partenaires, provoque une grave crise politique en mars 2021. Après une vague de démissions au sein du gouvernement, ce dernier est profondément remanié tandis que Matovič est forcé par ses partenaires à céder sa place à Eduard Heger. Si les quatre partis membres de la coalition renouvèlent alors leur coopération en votant la confiance au nouveau gouvernement, le SaS finit par la quitter en septembre 2022, en raison de divergences sur la politique économique, rendant minoritaire le gouvernement Heger,.
Trois mois plus tard, le 15 décembre, l'exécutif est finalement renversé par une motion de censure, votée par 78 voix sur 150. La motion passe notamment avec le soutien du SaS, dont le dirigeant, Richard Sulík, se déclare favorable à un nouveau gouvernement et non à des élections anticipées. Le lendemain, la présidente de la République, Zuzana Čaputová, décide de confier les affaires courantes au gouvernement sortant. Elle donne également aux parlementaires jusqu'à fin janvier 2023 pour modifier la Constitution pour pouvoir organiser des élections anticipées, faute de quoi elle devra proposer un nouveau président du gouvernement et nommer un nouvel exécutif.

## Objet
Parallèlement, l'opposition entreprend, début 2021, de collecter les signatures nécessaires à l'organisation d'un référendum d'initiative populaire sur la convocation d'élections anticipées. Le projet reçoit le soutien du SMER, de HLAS - Social démocratie (HLAS-SD), du Parti national slovaque (SNS) et de Socialisti.sk, ainsi que de la Confédération des syndicats du travail. Les articles 95 à 100 de la Constitution de 1993 permettent en effet à la population slovaque de mettre en œuvre une telle initiative dans les domaines relevant des compétences du Conseil national, à condition de réunir les signatures d'au moins 350 000 électeurs inscrits sur les listes électorales, soit environ 8 % d'entre eux. Un référendum de ce type est légalement contraignant. Il n'est cependant considéré comme valide qu'à la condition de recueillir la majorité absolue des suffrages exprimés en faveur de la proposition, ainsi que de franchir le quorum de participation de 50 % des inscrits. 

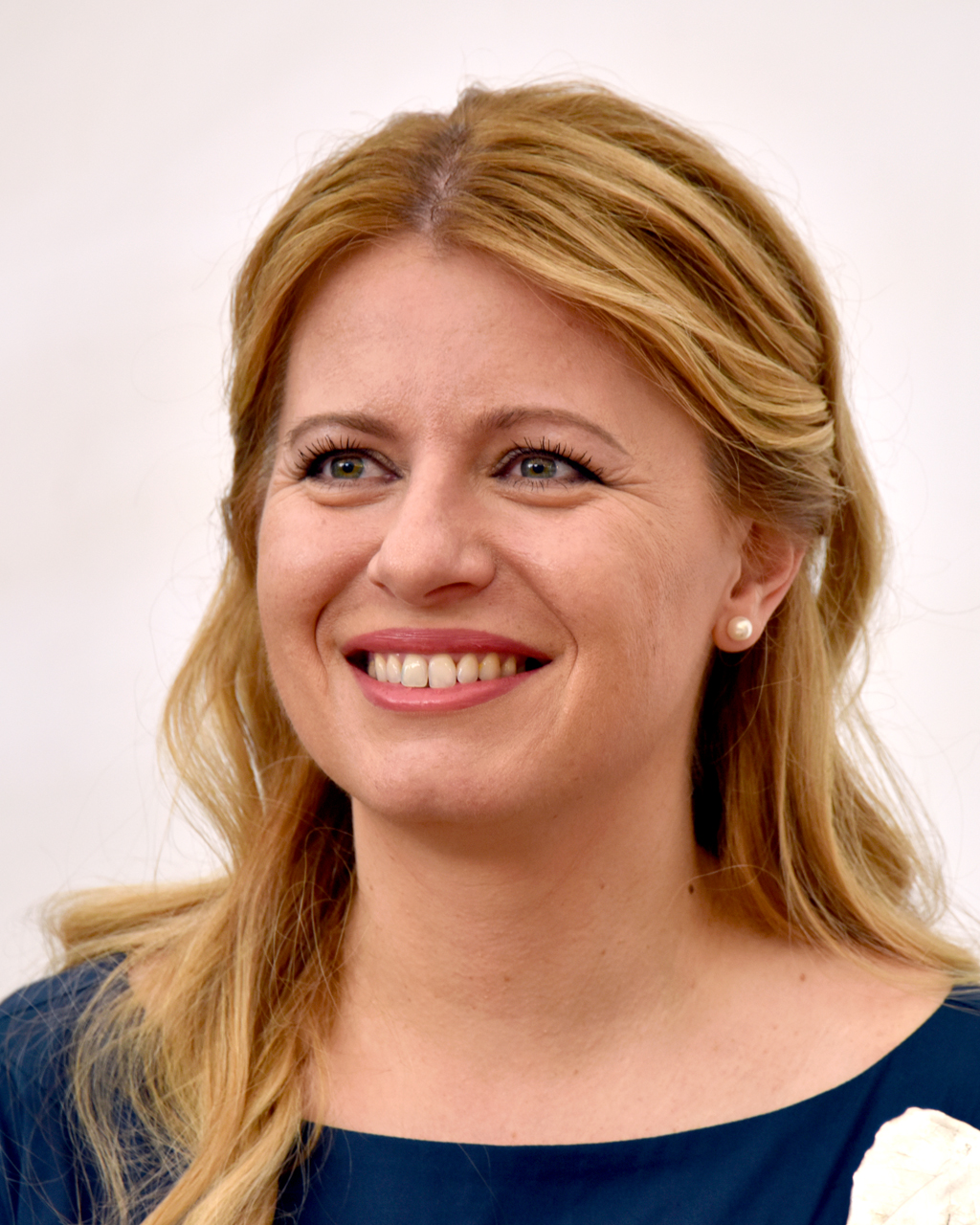
La présidente de la République Zuzana Čaputová

Moins de deux mois après la chute du gouvernement Matovič, l'opposition dispose de plus de 585 000 signatures, qui sont soumises le 3 mai 2021 à la présidente, Zuzana Čaputová. Élue en 2019 en tant que candidate d'un petit parti, Slovaquie progressiste, après avoir battu au second tour le candidat du SMER, la cheffe de l'État décide de soumettre la question à un contrôle de constitutionnalité de la part de la Cour constitutionnelle slovaque. La Constitution de 1993 ne permet jusqu'alors la dissolution du Conseil national que sur décision du président de la République dans des conditions très précises liées au rejet d'un vote de confiance au gouvernement. Le 7 juillet suivant, la Cour juge non conforme la question référendaire, son président, Ivan Fiačan, considérant qu'il s'agit d'une « violation des règles constitutionnelles générales » et que l'autoriser « ouvrirait la voie à [des] interventions dans la Constitution grâce auxquelles il serait possible de supprimer les barrières protégeant le peuple contre les abus de pouvoir de l’État ». La Cour indique cependant qu'un référendum sur la convocation d'élections anticipées serait constitutionnel si la Constitution était préalablement amendée en ce sens, puis qu'une nouvelle collecte de signatures était effectuée dans ce nouveau cadre légal. Cette hypothèse est immédiatement reprise, y compris par le président du Parlement et dirigeant de Nous sommes une famille, Boris Kollár.

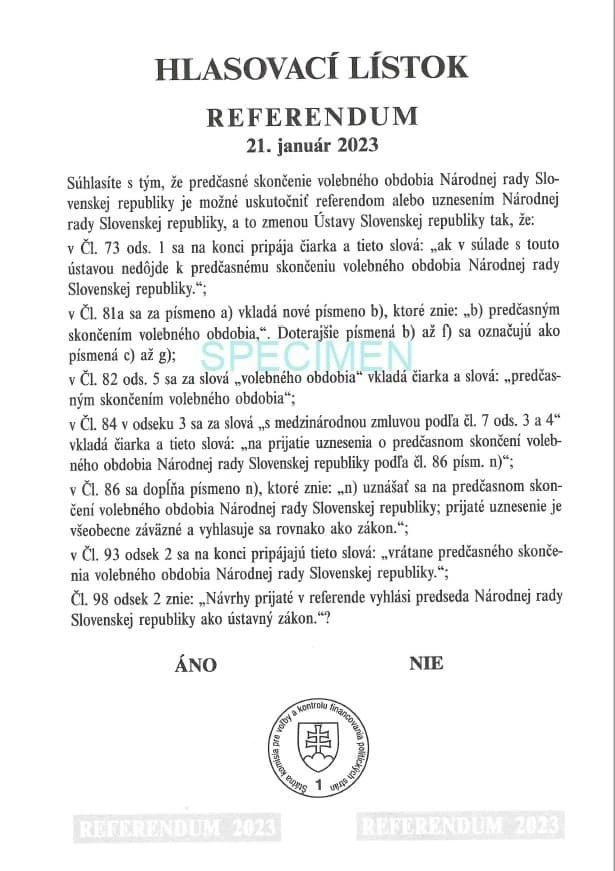
Bulletin de vote utilisé

Une nouvelle collecte est rapidement organisée, et parvient, entre le 10 juin et le 24 août 2022, à réunir plus de 406 000 signatures, dont 381 960 sont certifiées valides. Les organisateurs tentent cependant d'inclure deux questions, la première visant à demander la modification par le Conseil national de la Constitution afin de permettre les référendums sur les élections anticipées, et la deuxième à demander la démission du gouvernement Heger. Cette deuxième question est immédiatement remise en cause par la présidente, qui décide, le 12 septembre, de soumettre à nouveau l'initiative à un contrôle de constitutionnalité, une décision qui lui vaut alors les critiques de l'opposition, qui l'accuse de vouloir contrecarrer tout référendum défavorable au gouvernement et de « polariser la société » au lieu d'être « la présidente de tous les Slovaques ». Zuzana Čaputová fait notamment l'objet de critiques en raison de ses déclarations selon lesquelles même en cas de validation de la question par la Cour et de résultat positif au référendum, cette démission forcée du gouvernement n'entrainerait pas nécessairement la convocation par elle de nouvelles élections, mais simplement la formation d'un nouveau gouvernement. La présidente se défend en jugeant « absurdes » ces accusations, qu'elle qualifie de « campagne de diffamation »,. 
Le contrôle de constitutionnalité entraine par ailleurs le report du référendum, initialement prévu le 29 octobre 2022 en même temps que les élections municipales et régionales. L'organisation simultanée du référendum avec ces scrutins faisaient espérer à l'opposition un taux de participation plus élevé, ce dernier s'établissant finalement à 46,19 % pour les élections d'octobre.
Le 26 octobre 2022, la Cour constitutionnelle réitère son accord envers la première question, mais juge inconstitutionnelle la seconde, un référendum ne pouvant dans l'état actuel de la Constitution mettre fin à l'exercice des pouvoirs d'une institution publique. Début novembre, la présidente de la République fixe la date du référendum au 21 janvier 2023. Les partis membres de la coalition gouvernementale affirment alors leur intention de respecter le résultat du référendum, tout en jugeant que son organisation est « un gâchis inutile d'argent public », le vice-président de SaS, Branislav Gröhling, allant jusqu'à proposer d'en « envoyer la facture au SMER »,,.
La question posée est « Êtes-vous d'accord pour que la fin anticipée du mandat du Conseil national de la République slovaque puisse être effectuée par un référendum ou une résolution du Conseil national de la République slovaque, c'est-à-dire en modifiant la Constitution de la République slovaque ? »,. Le projet soumis au vote détaille précisément les modifications faites à plusieurs articles de la Constitution. De l'avis de nombreux spécialistes en droit constitutionnel dont le docteur Vincent Bujňák, du département de droit constitutionnel de la faculté de droit de l'université Comenius de Bratislava, un résultat positif valide conduirait à un changement immédiat de la Constitution, sans être conditionné à un vote du Parlement. Ce dernier pourrait dès lors être dissous par un référendum ou par un vote à la majorité absolue de ses membres, soit 76 voix sur 150. La question référendaire n'incluant pas de limites de temps, une telle motion pourrait avoir lieu à tout moment d'une législature.

## Résultats
| Choix                     | Votes     | %     |  |
| ------------------------- | --------- | ----- |  |
| Pour                      | 1 163 586 | 98,44 |  |
| Contre                    | 18 398    | 1,56  |  |
|                           |           |       |  |
| Votes valides             | 1 181 984 | 99,06 |  |
| Votes blancs et invalides | 11 214    | 0,94  |  |
| Total                     | 1 193 198 | 100   |  |
| Abstention                | 3 184 367 | 72,74 |  |
| Inscrits/Participation    | 4 377 565 | 27,26 |  |
| Quorum                    | 50 %      | 50 %  |  |

## Analyse

Pourcentages de votes Pour par district

Victime d'appels au boycott de la part de nombreux partis, le scrutin voit sa participation limitée à un peu plus de 27 % des inscrits, rendant automatiquement invalide son résultat. Ce dernier voit la proposition approuvée à plus de 98 % des suffrages exprimés, les électeurs favorables au projet étant presque les seuls à s'être prononcés. Le référendum s'avère ainsi un échec pour l'opposition, qui ne parvient pas à obtenir le soutien de la population pour constitutionnaliser son projet de référendum sur des élections anticipées,. C'est la dix-huitième fois qu'une proposition soumise à référendum échoue, faute d'atteindre le quorum de participation, la seule à avoir franchi ce seuil étant celle sur l'adhésion à l'Union européenne en 2003, avec 52 % de participation.  
Les taux de participation les plus élevés sont enregistrés dans les régions de Trenčín (36,07 %) et de Žilina (33,68 %), tandis que la région de Bratislava connait le plus bas, avec 21,31 % des inscrits ayant voté.

## Suites
Deux jours plus tard, les partis de la coalition sortante d'Eduard Heger s'accordent sur une révision constitutionnelle par voie parlementaire permettant aux membres du Conseil national — et non la population — de convoquer des élections anticipées. Selon le projet, la proposition de dissolution doit être faite par trente députés puis votée à la majorité qualifiée des trois cinquièmes, et non à la seule majorité absolue. Les partis disposent alors à eux seuls de 87 députés, soit trois de moins que les 90 requis correspondant à la majorité qualifiée des trois cinquièmes du total des parlementaires nécessaire pour modifier la constitution. Ils s'accordent également sur la tenue de ces dernières le 30 septembre 2023, ignorant les appels de l'opposition à les fixer en mai ou juin. L'amendement est voté le 25 janvier par 92 voix pour, et la dissolution six jours plus tard à la même majorité,.